# كلاينأندلفينغن
كلاينأندلفينغن (بالألمانية: Kleinandelfingen) هي إحدى بلديات مقاطعة أندلفينغن في كانتون زيورخ في سويسرا. تبلغ مساحتها 10.36 كيلومتر مربع، ويقدر عدد سكانها بـ 2076 نسمة (حسب تعداد ديسمبر 2017).